# Adam Beyer

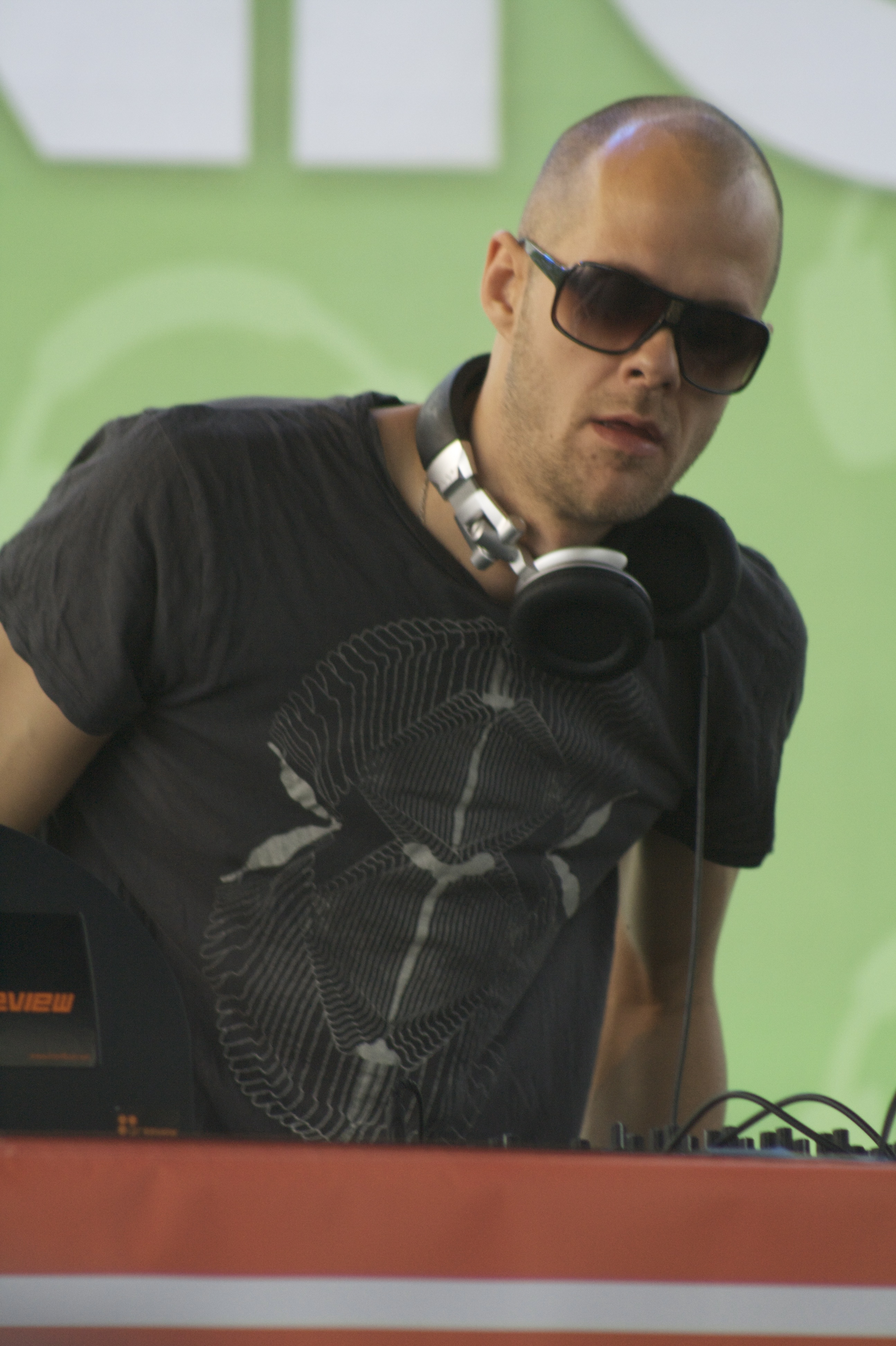
Adam Beyer (2009)

Adam Beyer (* 15. Mai 1976 in Stockholm) ist ein Techno-DJ und -Produzent aus Schweden.

## Leben
Als Teenager spielte Adam Beyer Schlagzeug. 1990 kaufte er seine ersten Plattenspieler und konzentrierte sich aufs Auflegen und Vermischen von Schallplatten. Seine bevorzugten Stilrichtungen waren Hip-Hop, Acid und Techno.
1992 erklärte ihm sein Freund Peter Benisch die Funktionsweise eines Samplers und bereits ein Jahr später erhielt Beyer beim Label Direct Drive aus New York einen ersten Plattenvertrag.
1995 schloss Adam Beyer die Schule ab und begann für den Plattenladen „Planet Rhythm“ (Stockholm) zu arbeiten. Parallel dazu veröffentlichte er unter einer Vielzahl von Pseudonymen auf verschiedenen Labels und tourte als DJ durch Skandinavien. Im selben Jahr veröffentlichte er die Platte „Drumcode 1“, mit der er seinen eigenen Stil entdeckte und die ihn innerhalb der Szene bekannt machte.
Drumcode wurde auch der Name von Beyers erstem eigenen Plattenlabel. Nach sechs Veröffentlichungen und steigendem Erfolg rief Beyer das Sublabel Code Red ins Leben. 2002 gründete er mit Truesoul Records ein weiteres Plattenlabel. Dieses sollte vor allem eine Plattform für Experimente mit Einflüssen aus einem breiten Spektrum musikalischer Richtungen darstellen. Der Fokus liegt auf der Veröffentlichung von Konzeptalben.
Beyer verhalf Stockholm zu einer wichtigen Position innerhalb der Techno-Szene. Bei Drumcode sind Techno-Größen wie Joel Mull und Cari Lekebusch unter Vertrag. Das Team tourt regelmäßig durch europäische Clubs. Die Partys werden jeweils als „Drumcode Night“ angekündigt.

## Diskografie
- Adam Beyer & Lenk (DC01)
- Adam Beyer Compressed (DC02)
- Adam Beyer Tasty Bits (DC03)
- Adam Beyer & Thomas Krome Nutcrush (DC04)
- Adam Beyer Drumcode 9 (DC09)
- Untitled (DC13)
- Safety Session Crescendo (DC14)
- Adam Beyer Drumcode 15 (DC15)
- Adam Beyer & Marco Carola Drumcode 16 (DC16)
- Adam Beyer Character ep (DC17)
- Remainings (CR03)
- This Is Code Red (CR06)
- Remainings II (CR07)
- A.B. Code Red 08 (CR08)
- Conceiled Project (CR09)
- Adam Beyer Drumcodes 1 (prr014)
- Adam Beyer Drumcodes 2 (prr017)
- Adam Beyer Decoded (prruklp001)
- Adam Beyer Recoded (prruklp002)
- Adam Beyer Pump ep (Prmt005)
- Adam Beyer & Lenk Drumcode nr. 1 Remix (Prmt019)
- Adam Beyer Stocktown City (Rotation)
- Adam Beyer Slang ep (Loop)
- Adam Beyer & Marco Carola Fokus Reworks (Ante Zenit)
- Adam Beyer & Marco Carola (Zenit)
- Mould Impression Last Impression (Re-Load)
- Sudden scene (Tortured)
- Co-habits (Tortured)
- Conceiled Project Pattern 1–4 (Svek)
- Steady Motion Chapter 1 (Hybrid)
- Hi Tech Child Tribal Storm (Tronic)
- Ignition Key